# Peter Hummelgaard Thomsen
Pour les articles homonymes, voir Thomsen.
Peter Hummelgaard Thomsen, né le 17 janvier 1983 à Kastrup (Danemark), est un homme politique danois, membre du parti Social-démocratie (SD). Il est ministre de la Justice depuis 2022.

## Biographie
Peter Hummelgaard Thomsen est le fils d'un ouvrier et d'une femme de ménage.
Il suit des études en droit à l'université de Copenhague de 2004 à 2012. Dans le cadre de ses études, il travaille comme assistant juridique au ministère des Affaires étrangères. De 2008 à 2012, il est le président des Jeunes sociaux-démocrates.
Après ses études, il travaille plusieurs années en tant que consultant, et notamment à partir de 2014 pour 3F, le plus grand syndicat danois,.
Il est élu député au Folketing lors des élections législatives de 2015. De 2017 à 2018, il préside la commission fiscale du Parlement.
Il est réélu lors des élections législatives du 4 juin 2019. Le 27 juin, il est nommé ministre de l'Emploi dans le gouvernement formé par Mette Frederiksen après le scrutin.
Le 19 novembre 2020, il est nommé au poste de ministre de l'Égalité, en complément de ses attributions sur l'emploi.
Il remporte un troisième mandat au Folketing lors des élections législatives du 1er novembre 2022. Dans le gouvernement de coalition qui en émerge le 15 décembre, il est nommé ministre de la Justice. En juin 2023, son nom, avec celui du ministre des Finances Nicolai Wammen, est largement relayé comme un potentiel successeur de Mette Frederiksen au poste de Premier ministre quand celle-ci est mentionnée comme possible nouvelle secrétaire générale de l'OTAN.

## Ouvrage
- Den syge kapitalisme (« Le capitalisme malade »), Gyldendal, 2018. Non traduit en français.